# Renata Tebaldi
Renata Tebaldi, född 1 februari 1922 i Pesaro, död 19 december 2004 i San Marino, var en italiensk operasångerska (lyrisk-dramatisk sopran), betraktad som en av 1900-talets största italienska sångerskor. 
Hon ägde en väl egaliserad lyrisk-dramatisk sopran, en så kallad lirico spinto, som var särskilt lämpad för till exempel flertalet av Giuseppe Verdis och Giacomo Puccinis stora sopranpartier. Under senare hälften av sin karriär var hon röstmässigt att betrakta som en Falcon, en sopran som inte har ett trestruket C, naturligt i röstomfånget. Men även under dessa förhållanden fortsatte karriären med framgång. Efter några mindre lyckade framträdanden (i en av hennes främsta roller) som Desdemona i Verdis Othello på Metropolitan Opera, sista gången 8 januari 1973, erbjöds hon vidare engagemang enbart som mezzosopran. Tebaldi avböjde, och operakarriären var i stort sett avslutad. Därefter ägnade sig Tebaldi åt en lång och rik konsertverksamhet.
Tebaldi sjöng slavinnan Liús parti i Puccinis Turandot i Erich Leinsdorfs berömda Rom-inspelning från 1959 mot Birgit Nilsson och Jussi Björling.  
Flertalet av Renata Tebaldis inspelningar räknas av tradition till milstolpar inom operadiskografin och kommer alltid att fungera som referens för efterföljande inspelningar.[källa behövs]